# Zéta-eloszlás

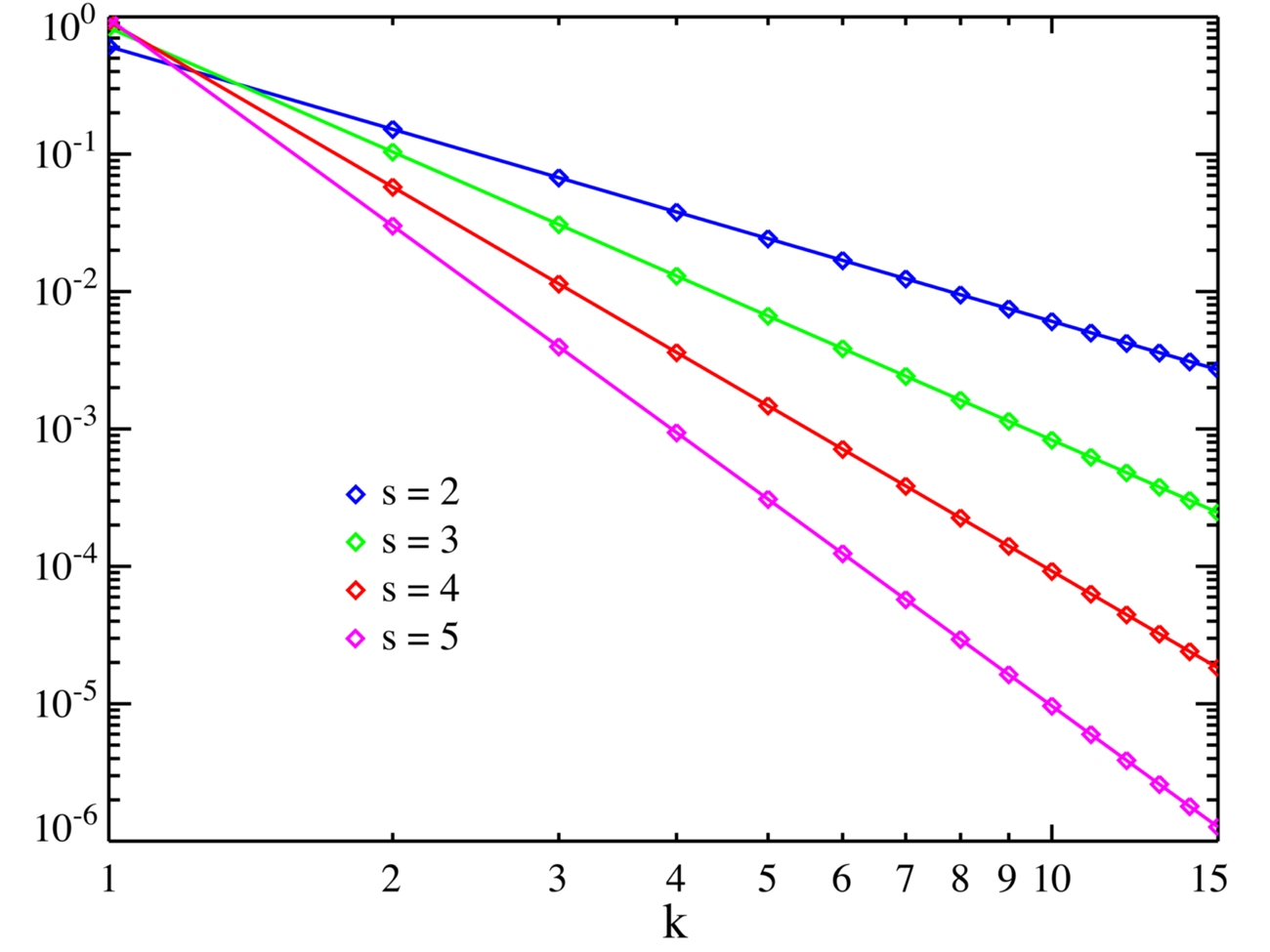
Zéta-eloszlás:valószínűségi tömeg függvény

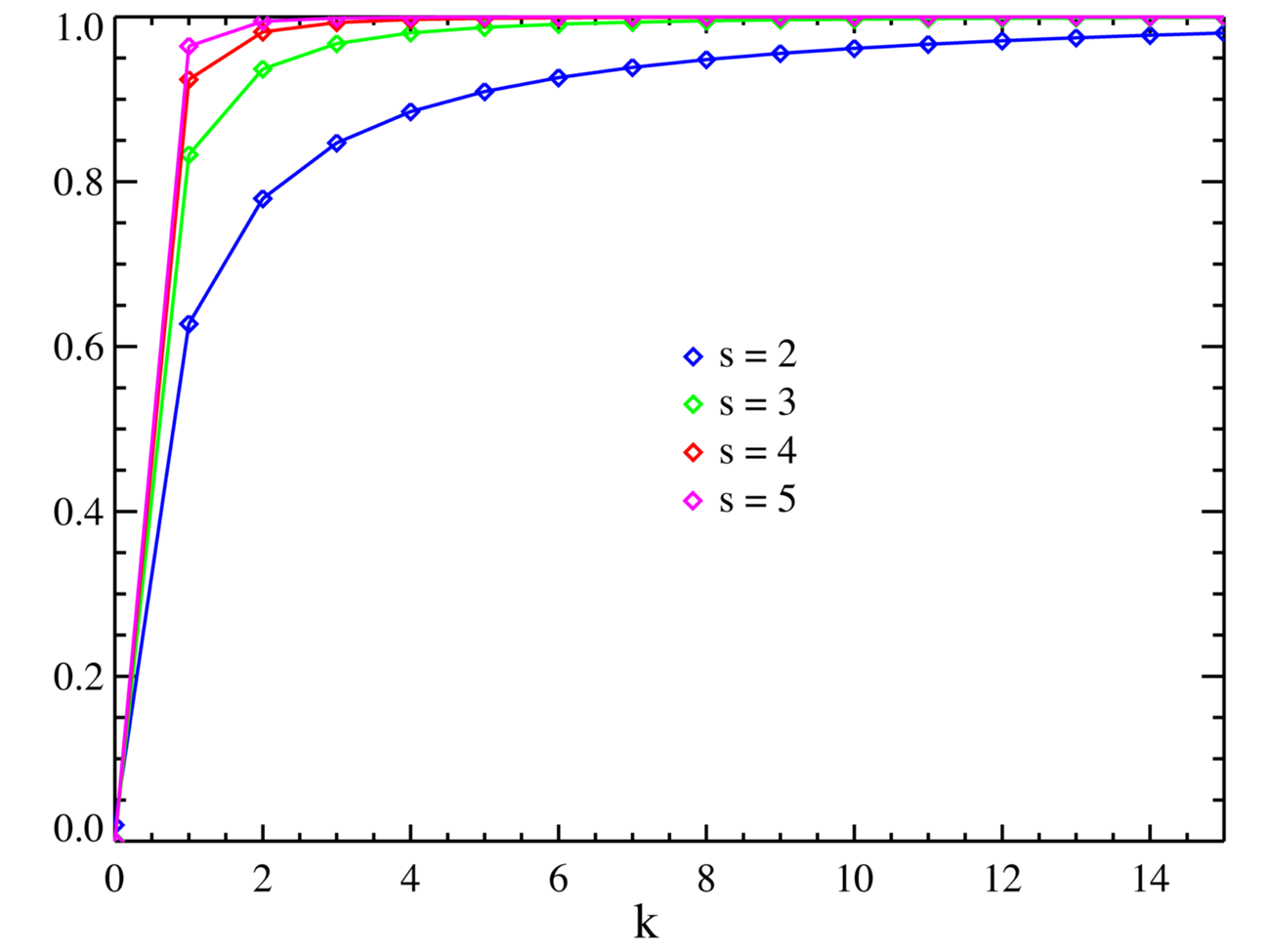
Zéta-eloszlás:kumulatív eloszlás függvény

A valószínűségszámítás elméletében és a statisztika területén a zéta-eloszlás egy diszkrét valószínűség eloszlás.
Ha X egy zéta-eloszlású valószínűségi változó, s paraméterrel, akkor annak a valószínűségét, hogy X felveszi a k egész értéket, a valószínűségi tömeg függvény adja meg:
{\displaystyle f_{s}(k)=k^{-s}/\zeta (s)\,}
ahol ζ(s), a Riemann zéta-függvény (mely nem definiált s = 1 esetén).
A zéta-eloszlás ekvivalens a Zipf-eloszlással, végtelen N-re.
A ‘zéta-eloszlás’t, és a ‘Zipf-eloszlás’t gyakran felcserélik.

## Momentumok
Az n-edik nyers momentum definíciója, ahol Xn, a várható érték:
{\displaystyle m_{n}=E(X^{n})={\frac {1}{\zeta (s)}}\sum _{k=1}^{\infty }{\frac {1}{k^{s-n}}}}
A jobb oldalon látható sor, éppen a Riemann zéta-függvény, de az csak s-n-hez konvergál.
Így:
{\displaystyle m_{n}=\left\{{\begin{matrix}\zeta (s-n)/\zeta (s)&{\textrm {ha}}~n<s-1\\\infty &{\textrm {ha}}~n\geq s-1\end{matrix}}\right.}
Megjegyezzük, hogy a zéta-függvény jól definiált, még n ≥ s − 1 esetben is, mert a sor analitikusan folytatható.
Ez nem változtat azon a tényen, hogy a momentumot maga a sor definiálja, és ezért nagy n-re nem definiált.

### Momentum generáló függvény
Definíció szerint:
{\displaystyle M(t;s)=E(e^{tX})={\frac {1}{\zeta (s)}}\sum _{k=1}^{\infty }{\frac {e^{tk}}{k^{s}}}.}
A sor éppen a polilogaritmus definíciója, mely {\displaystyle e^{t}<1} esetben érvényes, így:
{\displaystyle M(t;s)={\frac {\operatorname {Li} _{s}(e^{t})}{\zeta (s)}}{\text{ ha }}t<0.}
A függvény Taylor-soros kiterjesztése nem eredményezi szükségszerűen az eloszlás momentumát.
A momentumot használó Taylor-sor előfordul a momentum generáló függvényben
{\displaystyle \sum _{n=0}^{\infty }{\frac {m_{n}t^{n}}{n!}},}
mely nyilvánvalóan nem jól definiált s bármely véges értékére, mert a momentum végtelen lesz nagy n-eknél.
Ha az analitikusan folytatódó kifejezést használjuk a momentum helyett, akkor a polilogaritmus sorba fejtett változatát kapjuk:
{\displaystyle {\frac {1}{\zeta (s)}}\sum _{n=0,n\neq s-1}^{\infty }{\frac {\zeta (s-n)}{n!}}\,t^{n}={\frac {\operatorname {Li} _{s}(e^{t})-\Phi (s,t)}{\zeta (s)}}}
ha {\displaystyle \scriptstyle |t|\,<\,2\pi }. {\displaystyle \scriptstyle \Phi (s,t)} :
{\displaystyle \Phi (s,t)=\Gamma (1-s)(-t)^{s-1}{\text{ for }}s\neq 1,2,3\ldots }
{\displaystyle \Phi (s,t)={\frac {t^{s-1}}{(s-1)!}}\left[H_{s}-\ln(-t)\right]{\text{ for }}s=2,3,4\ldots }
{\displaystyle \Phi (s,t)=-\ln(-t){\text{ for }}s=1,\,}
ahol Hs egy harmonikus szám.

## Azs= 1 esete
ζ(1) végtelen, mint a harmonikus sor, és így s = 1 esetének nincs értelme.
Azonban, ha A bármely halmaza pozitív egészeknek, melynek van sűrűsége, például, ha
{\displaystyle \lim _{n\rightarrow \infty }{\frac {N(A,n)}{n}}}
létezik, ahol N(A, n) A tagjainak száma, kisebb vagy egyenlő n, akkor
{\displaystyle \lim _{s\rightarrow 1+}P(X\in A)\,}
egyenlő a sűrűséggel.
Ez utóbbi határérték létezhet, akkor is, ha A-nak nincs sűrűsége.
Ha például, A egy olyan pozitív egészekből álló halmaz, ahol d az első szám, akkor annak ellenére, hogy a fentebbi második limit létezik, és arányos
{\displaystyle \log(d+1)-\log(d),\,}
mely hasonló a Benford-törvénnyel.